# Kanton Saint-Savinien
Kanton Saint-Savinien (fr. Canton de Saint-Savinien) je francouzský kanton v departementu Charente-Maritime v regionu Poitou-Charentes. Skládá se z 11 obcí.

## Obce kantonu
- Annepont
- Archingeay
- Bords
- Champdolent
- Fenioux
- Grandjean
- Le Mung
- Les Nouillers
- Saint-Savinien
- Taillant
- Taillebourg